# Kyle Macy
Kyle Robert Macy (Fort Wayne, Indiana, 9 de abril de 1957) es un exjugador y entrenador de baloncesto estadounidense que disputó 7 temporadas en la NBA y otras dos en la liga italiana. Con 1,91 metros de estatura, jugaba en la posición de base. En la actualidad es comentarista en las retransmisiones por televisión de los partidos de la Universidad de Kentucky.

## Trayectoria deportiva

### Universidad
Comenzó jugando con los Boilermakers de la Universidad Purdue, desde donde fue transferido tras una temporada a los Wildcats de la Universidad de Kentucky, promediando en total 14,3 puntos y 4,4 asistencias por partido. En 1978 consiguió junto con los Wildcats ganar el Campeonato de la NCAA, tras batir a Duke en la final por 94-88, siendo Macy uno de los jugadores clave de aquella temporada.
En 1980 sería elegido Mejor jugador del Año de la Southeastern Conference, tras promediar 15,4 puntos y 4,6 asistencias. Además, fue incluido también en el primer quinteto del All-American.

### Selección nacional
Fue convocado por Bobby Knight para la selección de Estados Unidos que disputó los Juegos Panamericanos de 1979 en Puerto Rico. Ganaron la medalla de oro, promediando en los 7 partidos que disputó 12,1 puntos, 1,7 rebotes y 1,3 asistencias por partido.

### Profesional
Fue elegido en la vigésimo segunda posición del Draft de la NBA de 1979 por Phoenix Suns, cuando todavía le quedaba un año de carrera universitaria, incorporándose al equipo en la temporada 1980-81. Allí formó pareja de jugadores exteriores con Dennis Johnson, logrando la titularidad en su segunda temporada, en la que promedió 14,2 puntos y 4,7 asistencias por partido, consiguiendo además ser el mejor de la NBA desde la línea de tiros libres, con un 89,9% de acierto.
Jugó tres temporadas más con los Suns, repitiendo como mejor anotador de tiros libres en 1985, con un porcentaje del 90,7%. Al año siguiente, los Suns no ejerecen su derecho a retenerle, firmando como agente libre por Chicago Bulls, recibiendo el equipo de Arizona dos futuras segundas rondas del draft como compensación. Allí jugaría una temporada como titular, pero sus cifras estarían lejos de lo alcanzado en temporadas anteriores, quedándose con 8,6 puntos y 5,4 asistencias. Esa temporada participó en el primer concurso de triples que se organizó en el All-Star Weekend, cayendo en la primera ronda en un torneo que acabaría ganando Larry Bird. Al año siguiente los Bulls lo enviaron a Indiana Pacers a cambio de otras dos futuras rondas del draft, donde jugaría su última temporada en la liga norteamericana como suplente de Vern Fleming.
En 1987 decidió continuar su carrera profesional en la liga italiana, jugando 11 partidos en el Dietor Bologna antes de pasar al Benetton Treviso, donde completó 2 temporadas, promediando entre ambas 16,6 puntos y 3,7 rebotes por partido.

### Entrenador
Tras dejar el baloncesto en activo, se convirtió en 1997 en el entrenador de la Universidad de Morehead State, donde permaneció hasta 2006, cuando fue despedido tras acabar la temporada con un balance de 4 victorias y 23 derrotas.
Diez años después fue asistente de la universidad de Transylvania en Lexington (Kentucky), desde 2016 a 2018.

## Estadísticas de su carrera en la NBA

### Temporada regular
| Temp.   | Edad | Equipo  | Liga | P   | TIT | MIN  | TC  | TCA  | %TC  | 3P  | 3PA | %3P  | TL  | TLA | %TL  | R.OF. | R.DEF. | REB | ASIS | ROB | TAP | PER | FP  | PTS  |
| 1980-81 | 23   | Phoenix | NBA  | 82  |     | 17.9 | 3.3 | 6.5  | .511 | 0.1 | 0.6 | .235 | 1.3 | 1.5 | .899 | 0.5   | 1.1    | 1.6 | 2.0  | 0.9 | 0.1 | 1.2 | 1.5 | 8.1  |
| 1981-82 | 24   | Phoenix | NBA  | 82  | 72  | 34.7 | 5.9 | 11.5 | .514 | 0.5 | 1.2 | .390 | 1.9 | 2.1 | .899 | 1.0   | 2.2    | 3.2 | 4.7  | 1.7 | 0.1 | 1.5 | 2.3 | 14.2 |
| 1982-83 | 25   | Phoenix | NBA  | 82  | 9   | 22.4 | 4.0 | 7.7  | .517 | 0.3 | 0.9 | .303 | 1.6 | 1.8 | .872 | 0.5   | 1.5    | 2.0 | 3.4  | 0.8 | 0.1 | 1.1 | 1.6 | 9.9  |
| 1983-84 | 26   | Phoenix | NBA  | 82  | 45  | 29.3 | 4.4 | 8.7  | .501 | 0.3 | 0.9 | .329 | 1.2 | 1.4 | .833 | 0.6   | 1.7    | 2.3 | 4.3  | 1.5 | 0.1 | 1.4 | 2.2 | 10.1 |
| 1984-85 | 27   | Phoenix | NBA  | 65  | 52  | 31.0 | 4.3 | 9.0  | .485 | 0.4 | 1.3 | .271 | 2.0 | 2.2 | .907 | 0.5   | 2.2    | 2.8 | 5.8  | 1.3 | 0.0 | 1.7 | 2.0 | 11.0 |
| 1985-86 | 28   | Chicago | NBA  | 82  | 79  | 29.6 | 3.5 | 7.2  | .483 | 0.7 | 1.7 | .411 | 0.9 | 1.1 | .811 | 0.5   | 1.7    | 2.2 | 5.4  | 1.0 | 0.1 | 1.4 | 2.5 | 8.6  |
| 1986-87 | 29   | Indiana | NBA  | 76  | 0   | 16.4 | 2.2 | 4.5  | .481 | 0.2 | 0.6 | .304 | 0.4 | 0.5 | .829 | 0.3   | 1.2    | 1.5 | 2.6  | 0.8 | 0.1 | 0.8 | 1.8 | 4.9  |
| Total   |      |         | NBA  | 551 | 257 | 25.9 | 3.9 | 7.9  | .501 | 0.3 | 1.0 | .337 | 1.3 | 1.5 | .873 | 0.6   | 1.6    | 2.2 | 4.0  | 1.1 | 0.1 | 1.3 | 2.0 | 9.5  |

### Playoffs
| Temp.   | Edad | Equipo  | Liga | P  | MIN  | TCA | TC  | 3PA | 3P | TLA | TL | R.OF. | REB | ASIS | ROB | TAP | PER | FP | PTS | %TC  | %3P  | %FT   | MIN  | PTS  | REB | AST |
| 1980-81 | 23   | Phoenix | NBA  | 7  | 102  | 19  | 36  | 4   | 8  | 7   | 7  | 2     | 13  | 11   | 5   | 0   | 7   | 8  | 49  | .528 | .500 | 1.000 | 14.6 | 7.0  | 1.9 | 1.6 |
| 1981-82 | 24   | Phoenix | NBA  | 7  | 243  | 38  | 89  | 4   | 11 | 15  | 16 | 11    | 22  | 28   | 7   | 1   | 13  | 21 | 95  | .427 | .364 | .938  | 34.7 | 13.6 | 3.1 | 4.0 |
| 1982-83 | 25   | Phoenix | NBA  | 3  | 72   | 15  | 35  | 0   | 3  | 5   | 7  | 2     | 8   | 9    | 1   | 0   | 1   | 6  | 35  | .429 | .000 | .714  | 24.0 | 11.7 | 2.7 | 3.0 |
| 1983-84 | 26   | Phoenix | NBA  | 17 | 620  | 77  | 157 | 10  | 22 | 12  | 16 | 14    | 54  | 98   | 22  | 2   | 25  | 43 | 176 | .490 | .455 | .750  | 36.5 | 10.4 | 3.2 | 5.8 |
| 1984-85 | 27   | Phoenix | NBA  | 3  | 85   | 13  | 26  | 1   | 4  | 4   | 5  | 3     | 8   | 9    | 6   | 0   | 6   | 5  | 31  | .500 | .250 | .800  | 28.3 | 10.3 | 2.7 | 3.0 |
| 1985-86 | 28   | Chicago | NBA  | 3  | 87   | 5   | 14  | 1   | 4  | 1   | 1  | 2     | 4   | 10   | 2   | 0   | 1   | 9  | 12  | .357 | .250 | 1.000 | 29.0 | 4.0  | 1.3 | 3.3 |
| 1986-87 | 29   | Indiana | NBA  | 4  | 49   | 2   | 6   | 0   | 1  | 0   | 1  | 0     | 3   | 5    | 1   | 0   | 3   | 7  | 4   | .333 | .000 | .000  | 12.3 | 1.0  | 0.8 | 1.3 |
| Total   |      |         | NBA  | 44 | 1258 | 169 | 363 | 20  | 53 | 44  | 53 | 34    | 112 | 170  | 44  | 3   | 56  | 99 | 402 | .466 | .377 | .830  | 28.6 | 9.1  | 2.5 | 3.9 |